# ماونتین ویو، شهرستان ناترونا، وایومینگ
ماونتین ویو (به انگلیسی: Mountain View) یک منطقهٔ مسکونی در ایالات متحده آمریکا است که در شهرستان ناترونا، وایومینگ واقع شده‌است. ماونتین ویو ۹۶ نفر جمعیت دارد و ۱٬۵۸۴٫۹۸ متر بالاتر از سطح دریا واقع شده‌است.